# كريستي (فلم)
كريستي (بالإنجليزية: Kristy) هو فيلم رعب أمريكي لعام 2014 من إخراج أولي بلاكبيرن وبطولة هيلي بنيت وآشلي غرين.

## قصة
تتابع هذه المؤامرة طالبة جامعية تقيم في الحرم الجامعي بمفردها في فترة استراحة عيد الشكر وتجد نفسها مذعورة من قبل طائفة من القتلة الطقسيين.

## روابط خارجية
- مقالات تستعمل روابط فنية بلا صلة مع ويكي بيانات